# Monumentos Históricos da Antiga Quioto
Os Monumentos Históricos da Antiga Quioto são um conjunto de monumentos declarados Património Mundial da Unesco nas cidades de Quioto, Uji e Otsu.
Este grupo de monumentos inclui o Kamowakeikazuchi-jinja, o Kamomioya-jinja, o Kyo-o-gokoku-ji, Kiyomizu-dera, o Enryaku-ji, o Daigo-ji, o Ninna-ji, o Byodo-in, o Ujigami-jinja, o Kozan-ji, o Saiho-ji, o Tenryu-ji, o Rokuon-ji, o Jisho-ji, o Ryoan-ji, o Hongan-ji e o Nijo-jo.
Estes templos ilustram o desenvolvimento da arquitectura com madeira no Japão, particularmente a arquitectura religiosa e a arte dos jardins japoneses, que influenciou a paisagem jardineira por todo o mundo.